# August Wilhelm Schlegel

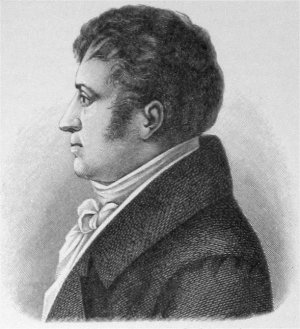
August Wilhelm Schlegel

August Wilhelm Schlegel von Gottleben, seit 1812 August Wilhelm von Schlegel (* 5. September oder 8. September 1767 in Hannover; † 12. Mai 1845 in Bonn), war ein deutscher Literaturhistoriker und -kritiker, Übersetzer, Alt-Philologe und Indologe. Er lehrte ab 1795 an der Universität Jena, von 1798 bis 1801 als außerordentlicher Professor. Zusammen mit seiner Frau Caroline, seinem Bruder Friedrich und dessen späterer Frau Dorothea, Johann Gottlieb Fichte und später Ludwig Tieck sowie Novalis prägte er die neue „romantische Schule“. Als Übersetzer machte er sich um die italienische, spanische und portugiesische Literatur verdient; seine Hauptleistung ist aber die Übersetzung von 17 der Stücke Shakespeares.

## Leben

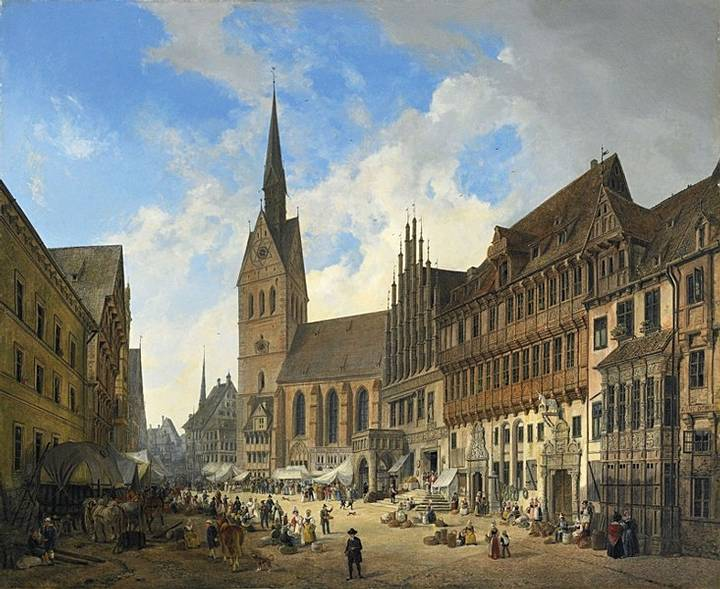
Domenico Quaglio: Marktkirche St. Georgii et Jacobi, Marktplatz und Rathaus in Hannover, 1832

### Herkunft
August Wilhelm Schlegel war der vierte Sohn des evangelisch-lutherischen Pastors Johann Adolf Schlegel, der ursprünglich aus Sachsen stammte. Sein Vater war Pfarrer an der Marktkirche in Hannover. Die Mutter Johanna Christiane Erdmuthe Hübsch (1735–1811) war die Tochter eines Mathematiklehrers in Schulpforta. Das Paar hatte insgesamt acht Söhne und zwei Töchter. In der Familie bestand ein künstlerisch und intellektuell aufgeschlossenes Umfeld. August absolvierte das Gymnasium in Hannover.

### Studium

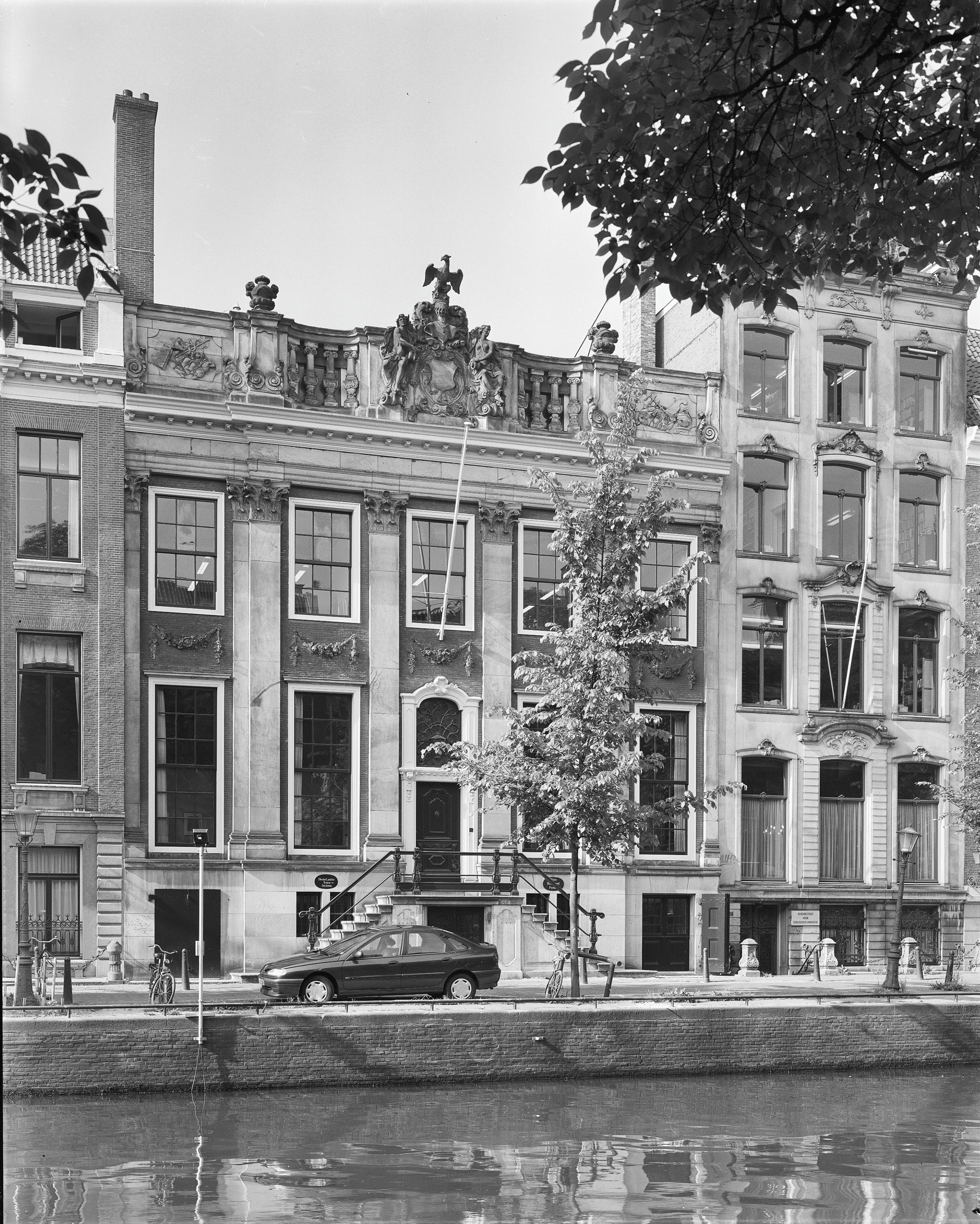
Das Haus Herengracht 476 in Amsterdam, aufgenommen 1994

Schlegel studierte zunächst (1786) in Göttingen Theologie, entschied sich aber für die Philologie, als er in Gottfried August Bürger einen Mentor fand, der ihm Einblicke in die Übersetzungspraxis aus klassischen sowie neueren Sprachen vermittelte. August Wilhelm Schlegel wurde ein fleißiger Schüler des Altphilologen Christian Gottlob Heyne. Schon im Juni des nächsten Jahres verdiente er sich mit einer lateinischen Abhandlung über die homerische Geographie (1788 gedruckt) einen akademischen Preis. In dieser Zeit lernte er Caroline Böhmer und Wilhelm von Humboldt kennen. 1789 starb sein Bruder Carl August Schlegel im Alter von 28 Jahren in Hannoverschen Regimentsdiensten in Madras. Um 1790 zog sein jüngster Bruder Friedrich zu ihm nach Göttingen. Die beiden Brüder wurden beeinflusst von Johann Gottfried Herder, Immanuel Kant, Tiberius Hemsterhuis, Johann Joachim Winckelmann und Karl Theodor von Dalberg. August Wilhelm Schlegel unternahm eine Teilübersetzung von Dantes Divina Commedia und eine Übersetzung von Shakespeares A Midsummer Night’s Dream (1789). 1791 beendete er sein Studium.
Von 1791 bis 1795 war er Hauslehrer von Willem Ferdinand Mogge Muilman (1778–1849), dem späteren Direktor der Nederlandsche Bank, am Gouden Bocht in Amsterdam. Als seine spätere Frau Caroline Böhmer vom preußischen Militär verhaftet wurde, beteiligte sich Schlegel an den Bemühungen zu ihrer Freilassung und brachte sie von Kronberg im Taunus nach Leipzig und schließlich im benachbarten Städtchen Lucka bei einer Bauernfamilie unter. Danach kehrte er nach Amsterdam zurück. Seit Schlegel 1794 in Briefwechsel mit Schiller getreten war, wurde er als Kritiker und Rezensent in den von Schiller herausgegebenen Horen tätig. Er ging zunächst zu seiner Mutter, dann nach Braunschweig. Hier traf er wieder mit Caroline Böhmer zusammen. Schlegel hoffte auf eine Anstellung am Collegium Carolinum, ging dann aber nach Jena und hielt dort Vorlesungen zur Ästhetik. In den nächsten vier Jahren verfasste er etwa dreihundert, mitunter höchst umfangreiche Rezensionen, großenteils für die Jenaer Allgemeine Literatur-Zeitung.

### Jena
Am 1. Juli 1796 feierte er seine Hochzeit mit Caroline Böhmer. Friedrich folgte seinem Bruder August und dessen Frau nach Jena. Zu Schiller war das Verhältnis zunächst gut. Das änderte sich, als Schlegel Schillers Lied von der Glocke kritisierte, in dem von allem und jedem die Rede sei und das sachliche Fehler enthalte (der Klöppel würde nicht erwähnt und die Mischung der Bestandteile – beim Glockenguss sind es Zinn und Kupfer – stimme ebenfalls nicht). Der daraufhin verstimmte Schiller griff seinerseits Schlegel in den Xenien (erschienen im Musen-Almanach auf das Jahr 1797) an. Friedrich Schlegels verletzende Rezension von Schillers Zeitschrift Die Horen führte im Mai 1797 zum endgültigen Bruch. Die Brüder entschieden sich im Oktober 1797, selbst eine Zeitschrift Athenaeum herauszugeben, die ab Mai 1798 zweimal pro Jahr bis 1800 erschien. Sie gilt als das Sprachorgan der Jenaer Frühromantik. In ihr wurden die Französische Revolution, das Werk Goethes und Fichtes Wissenschaftslehre besprochen. Der Inhalt bestand meist aus Fragmenten. Schon 1796 hatte Schlegel seine Übersetzung der Werke Shakespeares angekündigt, die von 1797 bis 1810 erschien und 17 Dramen in 14 Bänden umfasste. Diese Übertragung, später durch Dorothea Tieck und Wolf Heinrich Graf von Baudissin ergänzt, ist bis heute die deutsche Standardübersetzung. 1798 lernte Schlegel während eines zweimonatlichen Aufenthalts in Berlin Ludwig Tieck kennen.

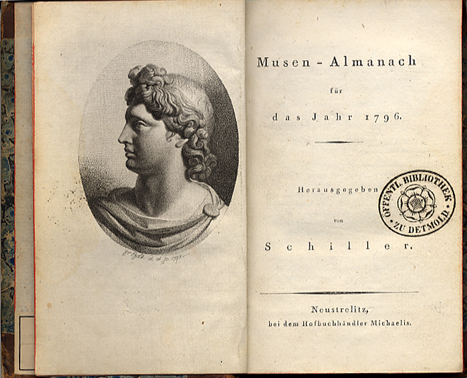
Titelblatt und Vignette der ersten Ausgabe von Schillers Musen-Almanach für das Jahr 1796

1799 lebten die beiden Brüder, August Wilhelms Ehefrau Caroline sowie Dorothea Veit für ein halbes Jahr zu viert zusammen in Jena – im Hinterhaus, An der Leutra 5. „Das kleine Jena war zu einer Geistesmetropole geworden.“ Diese „Romantiker-Wohngemeinschaft“ bildete das Kernstück der Jenaer Romantik und publizierte im Musen-Almanach. Die Autoren brachen mit vielen Konventionen: So mischten sie in ihre Romane Gedichte und Balladen, kleine Märchen usw.; dabei bezogen sie sich oft auf Goethes Werke („Die Leiden des jungen Werthers“, „Wilhelm Meisters Lehrjahre“). Goethe bat seinerseits August Wilhelm Schlegel in dessen Jenaer Zeit mehrfach um Rat in Fragen der Metrik. Er schätzte Schlegel als Literaturhistoriker und -kritiker, als Übersetzer und als Menschen. Als Dichter hielt er ihn für weniger bedeutend. Im Kampf gegen den Rationalismus standen die Brüder Schlegel auf Goethes Seite.
Eine erste Sammlung von August Wilhelm Schlegels Gedichten erschien 1800. Als frischer und unmittelbarer als seine Lyrik erwiesen sich allerdings seine Satiren. Deren Mittel- und Höhepunkt bildete das empfindsam-romantische Schauspiel in zwei Aufzügen Kotzebue’s Rettung oder der tugendhafte Verbannte, voll boshaft-witziger Anspielungen auf die meisten Werke des Angegriffenen und auf seine neuesten Schicksale in Russland und Sibirien.
Als Dichter erlebte Schlegel Misserfolge. Anfang 1802 fiel sein klassizistisches Schauspiel Ion, basierend auf einem Original von Euripides, aber ohne griechische Formelemente wie Prolog und Chor, durch. Das Stück lag im Rahmen einer zeitgenössischen Strömung, sich die Antike durch Modernisierung bzw. „Romantisierung“ anzueignen. Auch Goethe nahm Stellung. Er hatte sich als Theaterdirektor um die Einstudierung und Aufführung bemüht, tadelte Schlegel jedoch dafür, dass dieser bei seiner Überarbeitung des Ion den Euripides gebührenden Respekt habe vermissen lassen.

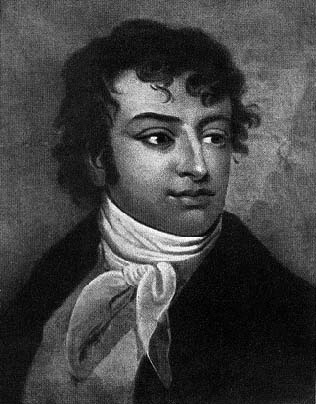
Schlegel um 1800

### Berlin
Schlegel lebte mittlerweile in Berlin. Dort hielt er von 1801 bis 1804 die Vorlesungsreihe Über schöne Literatur und Kunst, in der er die Literaturen des klassischen Altertums, des germanischen und provenzalischen Mittelalters und der romanischen (besonders spanischen und italienischen) Neuzeit als ebenbürtig darstellte. Neben den Jenaer Vorlesungen Über philosophische Kunstlehre (1798–1799) und den 1803–1804 ebenfalls in Berlin gehaltenen Vorlesungen über Enzyklopädie sind die Berliner Vorlesungen Über schöne Literatur und Kunst die Hauptquelle für August Wilhelm Schlegels sprachphilosophische Konzepte, die neben denjenigen Wilhelm von Humboldts als der bedeutendste Beitrag des frühen 19. Jahrhunderts zu diesem Themenkomplex gelten können. Im Sinne Herders und Winckelmanns forderte und versuchte Schlegel eine Verbindung von philosophischer Theorie und von Geschichte der Kunst; das vermittelnde Bindeglied zwischen beidem sah er in der Kritik. Die Berliner Jahre waren „die Glanzzeit Schlegels, auch im gesellschaftlichen Leben“.

### Coppet

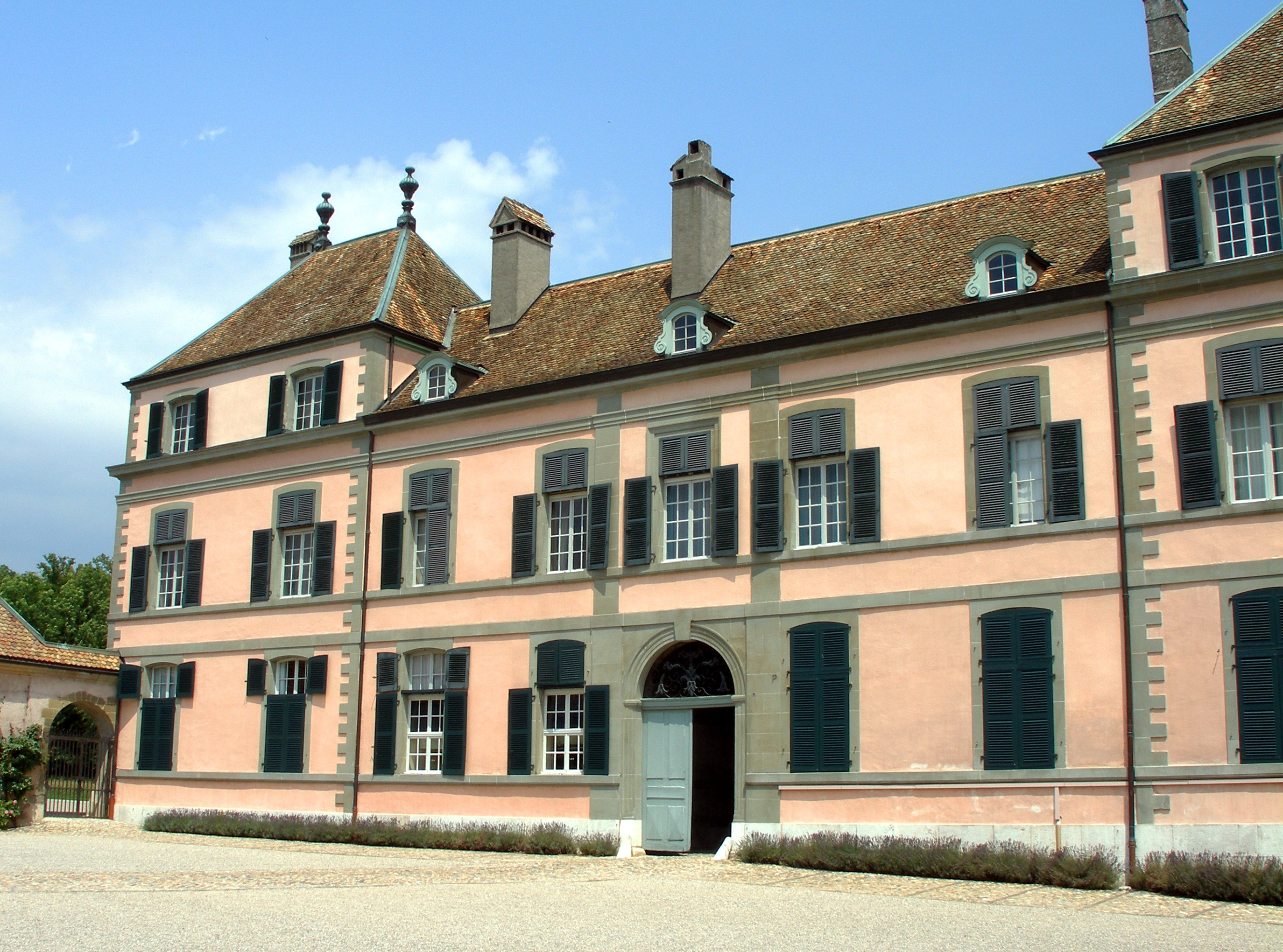
Schloss Coppet, Wohnsitz von Madame de Staël

Im Frühling 1802 beschlossen Caroline und August Wilhelm Schlegel, ihre Ehe zu lösen. Das gelang erst nach Überwindung mehrerer Hindernisse am 17. Mai 1803. Caroline heiratete bald darauf Friedrich Schelling. Nach der Auflösung der Ehe war Schlegel bis 1817 literarischer Berater und Sekretär von Madame de Staël, die seit kurzem getrennt vom Schriftsteller Benjamin Constant lebte. Schlegel traf sie im Frühjahr 1804 in Berlin. Gegen ein üppiges Gehalt wurde er zum Erzieher von Madame de Staëls Kindern ernannt. Einige Wochen später besuchten sie Caroline und Schelling in Würzburg.

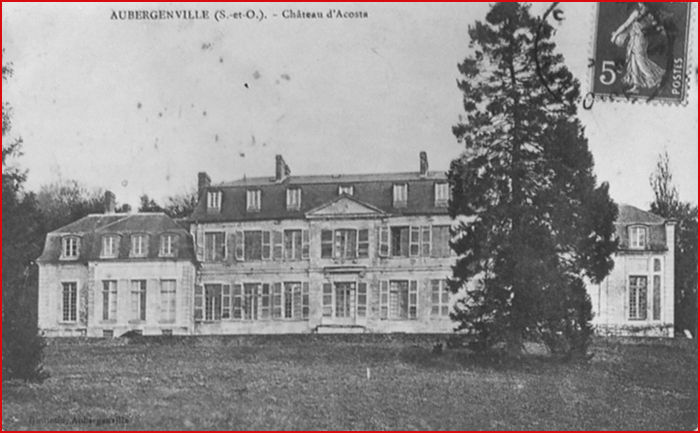
Das Château d’Acosta, Île-de-France

Zu ihrem Freundeskreis auf ihrem Schloss Coppet am Genfersee gehörten Karl Viktor von Bonstetten (ein durch die Revolution gestürzter Berner Staatsmann), der Genfer Historiker Jean-Charles-Léonard Simonde de Sismondi, der Herzog Mathieu de Montmorency-Laval, Benjamin Constant und später auch Adelbert von Chamisso. 1804 reiste Friedrich nach Coppet, zu seinem Bruder und Mme de Staël; Ende des Jahres reisten de Staël und Schlegel nach Italien. Im Jahre 1804 veröffentlichte Schlegel Blumensträuße italienischer, spanischer und portugiesischer Poesie mit mustergültigen Übertragungen aus Dante, Petrarca, an dem er sich seit seinen Universitätsjahren wiederholt versucht hatte, Giovanni Boccaccio, Torquato Tasso, Giovanni Battista Guarini, Jorge de Montemayor, Cervantes und Luís de Camões. In der Zeitschrift „Europa“ seines Bruders veröffentlichte Schlegel den Aufsatz Über das spanische Theater, eine überschwängliche Lobrede auf Calderón. Ende Juni 1805 war er mit Madame de Staël wieder nach Coppet zurückgekehrt. Mit ihr verbrachte er den folgenden Winter großenteils in Genf und reiste im Frühling 1806 nach Frankreich. 1806 war er in Auxerre und Rouen, 1807 in Aubergenville und hielt sich im Schloss d’Acosta auf. Im Mai 1807 fuhren sie zurück nach Coppet. Im Dezember 1807 besuchten sie Schelling und seine Frau in München. Anschließend fuhr er ohne Madame de Staël nach Wien.
Höhepunkt dieser Jahre waren, neben seiner Hamlet-Übersetzung, die 1808 in Wien gehaltenen Vorlesungen Über dramatische Kunst und Literatur (1809–1811 veröffentlicht), die aus seinen Shakespeare- und Calderón-Übersetzungen (1803–1809) hervorgingen, und zur Verbreitung der romantischen Ideen beitrugen. In Frankreich und Amerika erschienen Übersetzungen; nach der italienischen Übersetzung folgten weitere Übersetzungen u. a. ins Spanische, Portugiesische, Polnische, Russische. Trotz seiner altphilologischen Schulung und trotz seiner Nähe zur Weimarer Klassik Goethes und zu Wilhelm von Humboldt vertrat Schlegel die Ansicht, dass die großen mittelalterlichen und frühneuzeitlichen Dichter Dante, Cervantes, Calderón, Shakespeare die maßgeblichen Vorbilder der modernen Poesie seien.
Mit Madame de Staël, in die er offenbar unglücklich und eifersüchtig verliebt war, ging Schlegel im Mai 1808 nach Dresden und Weimar. Da ihm vorgeworfen wurde, ein Gegner Napoleons, Frankreichs und der französischen Literatur zu sein, wurde er vom Präfekten aus dem ganzen französischen Reich, ja selbst aus Coppet ausgewiesen. 1811 schloss er mit der zweibändigen Sammlung seiner Poetischen Werke seine dichterische Tätigkeit im Großen und Ganzen ab. Mit ihr entkam er über Wien, Kiew, Moskau und Sankt Petersburg nach Stockholm. Er trat als Regierungsrat und Sekretär in die Dienste Jean Baptiste Bernadottes, des künftigen schwedischen Königs. Aus sicherer Entfernung beteiligt sich Schlegel von Schweden aus an der politischen Publizistik gegen Napoleon. Er publizierte u. a. eine Schrift Über das Continentalsystem und den Einfluß desselben auf Schweden. Im Frühling 1813 folgte er Bernadotte ins Hauptquartier der Nordarmee nach Stralsund. 1813 beschäftigte er sich mit der Völkerschlacht bei Leipzig. Während der Herrschaft der Hundert Tage war er mit Madame de Staël in Paris, bis Napoleons Rückkehr von Elba im März 1815 die beiden wieder nach Coppet abreisen ließ. Im nächsten Jahr beschäftigte er sich in Florenz mit etymologischen, antiquarischen und kunstgeschichtliche Studien. Er blieb bis zu ihrem Tod bei Madame de Staël und blieb auch danach mit deren Tochter Albertine und ihrem Ehemann Herzog Victor de Broglie und deren Kindern eng verbunden (sie besuchten ihn 1834 in Bonn). Als Madame de Staël 1817 starb, heiratete er in Heidelberg Sophie Paulus, Tochter des Theologen Heinrich Eberhard Gottlob Paulus. Er zog nach Bonn, wo er Professor für Literatur- und Kunstgeschichte an der neu gegründeten Universität wurde. Da er Sophie nicht bewegen konnte, ihm dahin zu folgen, scheiterte die Ehe schon nach einigen Wochen.

### Bonn

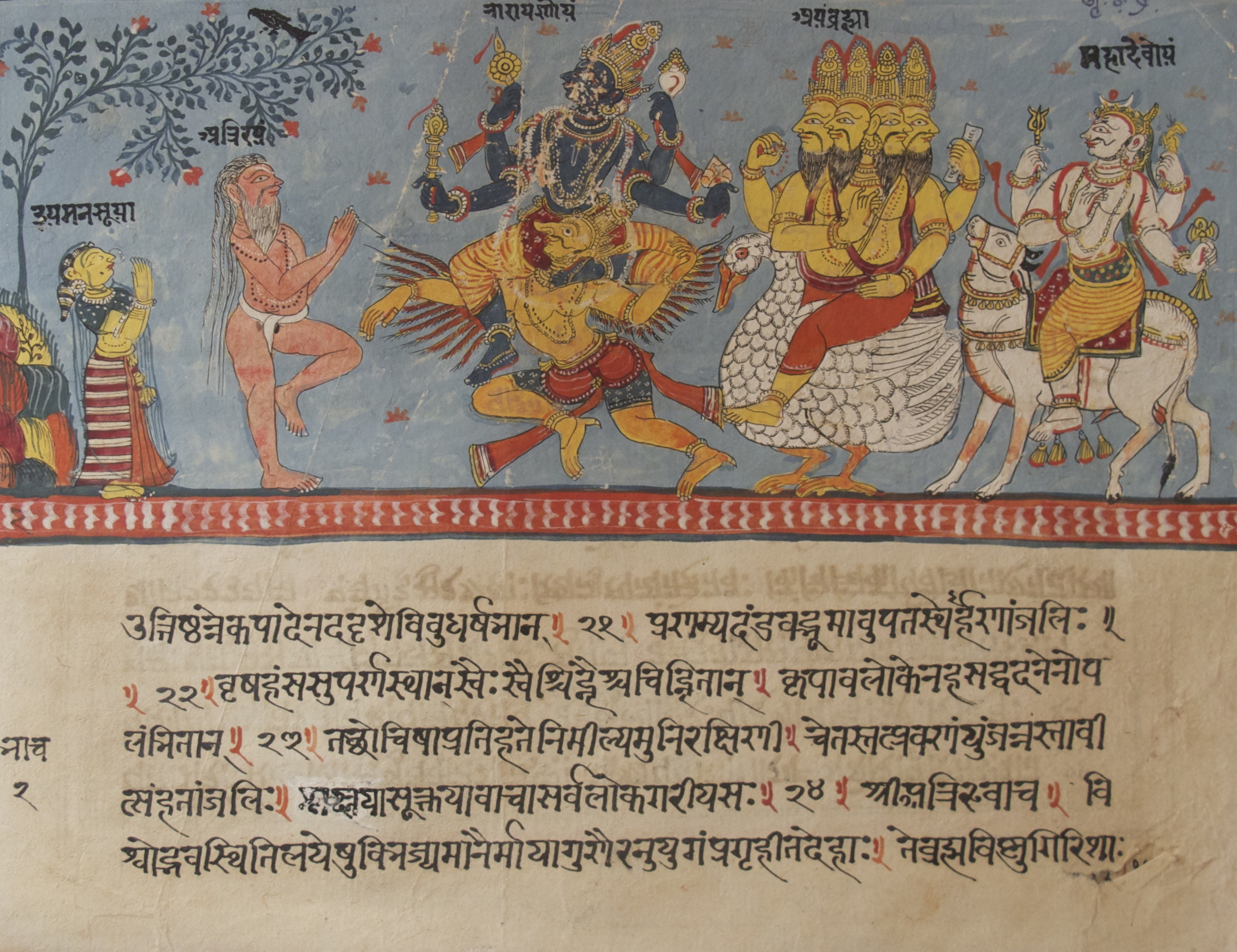
Bhagavata-Purana-Manuskript, 18. Jahrhundert

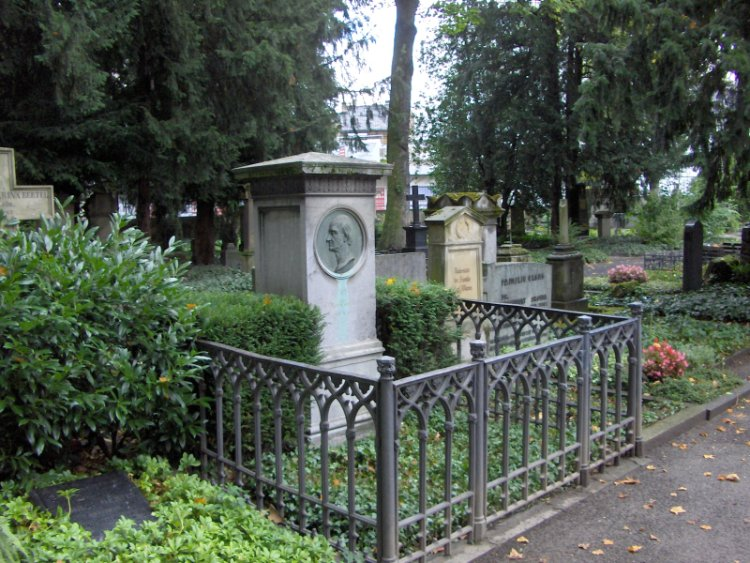
Schlegels Grab auf dem Bonner Alten Friedhof

1818 wurde er Inhaber des ersten Lehrstuhls für Indologie in Deutschland an der neu gegründeten Universität Bonn. Im selben Jahr unternahm er eine Rhein-Reise mit seinem Bruder Friedrich. In Bonn war er 1819/1820 der Literatur-Lehrer von Heinrich Heine. August Wilhelm Schlegel hatte sich in Paris Buchstaben für den Satz des indischen Devanagari-Alphabets herstellen lassen, um damit die ersten Sanskrit-Texte in Europa zu drucken. Das erste Buch war 1823 die Bhagavad Gita mit einer lateinischen Übersetzung von Schlegel selbst. Zwischen 1818 und 1825 arbeitete er an der Herausgabe einer Indischen Bibliothek. Den Satz und Druck finanzierte Schlegel selbst. Von 1829 bis 1838 erschien die lateinische Übersetzung des Ramayana in drei Bänden, 1829 bzw. 1831 erschien die lateinische Übersetzung des Hitopadesha in zwei Bänden. Der Norweger Christian Lassen setzte als sein Schüler und Nachfolger diese Arbeit fort. Seine Berühmtheit wusste Schlegel mit seinem residenzartigen Haus in der Sandkaule 529 in Bonn zu unterstreichen. Sein Auftreten mit Kalesche, Diener und in modischem Pariser Anzug machte seine Eitelkeit in Bonn sprichwörtlich. 1824/25 amtierte er als Rektor der Universität.
Er gehörte wie Humboldt und Franz Bopp zu den Begründern der Komparatistik, d. h. der vergleichenden Linguistik und Philologie. Aber nicht nur die reine Philologie interessierte ihn. Ausdrücklich schreibt er, dass er sich von den vergleichenden Sprachforschungen auch Aufschlüsse über die „Naturgeschichte des Menschen“ und die „Blutsreinheit“ („pureté du sang“, vgl. Œuvres) der von ihm beschriebenen Menschengruppen erhoffe.
Mit zunehmendem Alter wurde der berühmt gewordene Schlegel häufig Ziel von Kritik (etwa seines Schülers Heinrich Heine), der seine Eitelkeit und die Ehe mit Sophie Paulus verspottete. Seine 1827 in Berlin gehaltenen Vorlesungen über die Theorie und Geschichte der bildenden Künste waren ein Misserfolg. Der Zwiespalt, der sich zwischen den Brüdern auftat, wurde nicht mehr überbrückt und führte 1828 zur öffentlichen Distanzierung August Wilhelms von Friedrich. 1841 reist er erneut nach Berlin, wegen der Herausgabe der Gesammelten Werke Friedrichs des Großen, kehrte aber nach einem Semester nach Bonn zurück.
Er starb am 12. Mai 1845 in Bonn. Sein Grab befindet sich dort auf dem Alten Friedhof.

## Werk
August Wilhelm Schlegel gilt als der wichtigste Sprachphilosoph der deutschen Frühromantik sowie als Mitbegründer der altindischen Philologie. Er war Mitarbeiter an Schillers Horen, dem Musenalmanach und der Jenaer Allgemeinen Literatur-Zeitung. Mit seinem Bruder Friedrich teilte er sich die Herausgeberschaft der Zeitschrift Athenaeum. Später war er Herausgeber der Indischen Bibliothek. An literarischen Werken verfasste er Sonette, Balladen und Dramen. Blieben seine eigenen literarischen Werke auch unbedeutend und ohne Erfolg, so sind seine Verdienste für die deutsche Literatur als Übersetzer, zum Teil gemeinsam mit Ludwig Tieck (und dessen Tochter Dorothea sowie Wolf von Baudissin), unbezweifelbar und maßgebend. August Wilhelm Schlegel gilt zusammen mit seinem Bruder Friedrich als wichtigster Initiator der literarischen Romantik in Deutschland. Beide versammelten einen Kreis hochrangiger Literaten, wie Novalis, Ludwig Tieck oder Friedrich Wilhelm Joseph Schelling um sich und legten das Fundament für eine literarische Strömung, die das erste Drittel des 19. Jahrhunderts beherrschte und auch danach noch zahlreiche Anhänger fand. August Wilhelm Schlegel hat zudem durch seine in verschiedene Sprachen, unter anderem ins Französische und Englische, übersetzten Wiener Vorlesungen über dramatische Kunst und Literatur (gehalten 1808, erschienen 1809/11) die Ausbreitung des romantischen Diskurses in ganz Europa maßgeblich befördert. Verbreitet wurden diese Veröffentlichungen zumeist in Kommission durch die internationale Verlagsbuchhandlung Treuttel & Würtz, welche mit Filialen in Straßburg, Paris und London den europäischen Markt bediente.

## Ehrungen
- 1808: korrespondierendes Mitglied der Bayerischen Akademie der Wissenschaften
- 1813: Erneuerung des alten Familienadels
- 1818: korrespondierendes Mitglied der Akademie der Wissenschaften zu Göttingen[39]
- 1822: auswärtiges Mitglied der Preußischen Akademie der Wissenschaften
- 1824: Ehrenmitglied der Russischen Akademie der Wissenschaften in Sankt Petersburg
- 1831: Ehrenmitglied der Preußischen Akademie der Künste
- 1843: auswärtiges Mitglied der Bayerischen Akademie der Wissenschaften

Straßen in Deutschland wurden nach ihm benannt, u. a. in Bonn und Lünen an der Lippe. Seit 1965 verleiht die Society of Authors den Schlegel-Tieck Prize für deutsch-englische Übersetzungen. Seit 2007 besteht am Peter-Szondi-Institut für Allgemeine und Vergleichende Literaturwissenschaft der FU Berlin die mit dem Deutschen Übersetzerfonds ausgerichtete August-Wilhelm-von-Schlegel-Gastprofessur für Poetik der Übersetzung.

## Ausstellungen
- August Wilhelm Schlegel – Aufbruch ins romantische Universum. Freies Deutsches Hochstift, Frankfurt am Main, 2017. Katalog.
- Papiers à Mr. Schlegel. Nachlass der Romantik – romantischer Nachlass im Buchmuseum der Sächsischen Landesbibliothek – Staats- und Universitätsbibliothek Dresden (SLUB), 2004. Online-Katalog.

## Nachlass
Große Teile des Nachlasses August Wilhelm Schlegels erwarb 1873 die Königliche Bibliothek zu Dresden. Weitere Nachlassteile wurden 1998 aus Schweizer Privatbesitz bei Christie’s in London für die Sächsische Landesbibliothek – Staats- und Universitätsbibliothek Dresden (SLUB) mit Sondermitteln des Freistaates Sachsen ersteigert und 2004 erstmals der Öffentlichkeit präsentiert. Damit besitzt die SLUB mit rund 650 von insgesamt rund 3100 Briefen an Schlegel sowie Manuskripten zu Gedichten, Übersetzungen, Vorlesungen, Kritiken und wissenschaftlichen Beiträgen den größten Teil seines schriftlichen Nachlasses. Seit 2012 wird die Korrespondenz aus dem Nachlass August Wilhelm Schlegels von der SLUB Dresden zusammen mit der Philipps-Universität Marburg und dem Trier Center for Digital Humanities mit finanzieller Unterstützung der Deutschen Forschungsgemeinschaft in einer digitalen Edition veröffentlicht. Das Projekt führt über 5.000 Briefe, die gedruckt und handschriftlich in verschiedenen Institutionen überliefert sind, in einer digitalen Edition zusammen.

## Schriften
- (Übers.) W. Shakespeare: Dramatische Werke. Neun Bände. Unger, Berlin 1797–1810.
  - Neuausgabe, ergänzt und erläutert von Ludwig Tieck. Theil 1–9. Reimer, Berlin 1825–1833.
- (Hrsg. mit Friedrich Schlegel) Athenaeum. Drei Bände. Vieweg (Bd. 1) bzw. Frölich (Bd. 2–3), Berlin 1798–1800.
  - Athenaeum. Eine Zeitschrift 1798–1800 von August Wilhelm Schlegel und Friedrich Schlegel. Ausgewählt und bearbeitet von Curt Grützmacher. Rowohlt, Reinbek bei Hamburg 1969.
- Ehrenpforte und Triumphbogen für den Theater-Präsidenten von Kotzebue bey seiner gehofften Rückkehr ins Vaterland. [1800].
- Gedichte. Cotta, Tübingen 1800.
- Charakteristiken und Kritiken. Zwei Bände. Nicolovius, Königsberg 1801.
- (Hrsg. mit Ludwig Tieck) Musen-Almanach für das Jahr 1802. Cotta, Tübingen 1802.
- An das Publikum. Rüge einer in der Jenaischen Allgemeinen Literatur-Zeitung begangnen Ehrenschändung. Cotta, Tübingen 1802.
- Gedichtzyklus Die Sylbenmaaße. Erstmals abgedruckt in: Friedrich Schlegel (Hrsg.): Europa. Band 1,2 (1803), S. 117 f. (Google Books).
- Ion. Ein Schauspiel. Perthes, Hamburg 1803.
- (Übers.) Blumensträuße italienischer, spanischer und portugiesischer Poesie. Berlin 1803.
- (Übers.) Spanisches Theater. Zwei Bände. Berlin 1803–1809
- Über dramatische Kunst und Litteratur. Vorlesungen Drei Bände. Mohr & Zimmer, Heidelberg 1809–11.
- Poetische Werke. Zwei Bände. Mohr & Zimmer, Heidelberg 1811.
- (Hrsg.) Indische Bibliothek. Drei Bände (von Band 3 nur Heft 1). Weber, Bonn 1820–30.
- (Übers.) Bhagavad-Gita. Weber, Bonn 1823.
- Die Rheinfahrt des Königs von Preußen auf dem Cölnischen Dampfschiffe Friedrich Wilhelm zur Einweihung desselben am 14. September 1825. In lateinischer Sprache besungen. Nebst einer deutschen Übersetzung von Justizrath Bardua in Berlin. Für das abgebrannte Städtchen Friesac. Nauck, Berlin 1825.
- Kritische Schriften. Zwei Bände. Reimer, Berlin 1828.
- Zu Goethe’s Geburtsfeier am 28. August 1829
- Réflexions sur l’étude des Langues Asiatiques suivies d’une lettre à M. Horace Hayman Wilson. Weber, Bonn 1832.
- Essais littéraires et historiques. Weber, Bonn 1842.
- (Übers.) Spanisches Theater. Herausgegeben von Eduard Böcking. Zehn Bände. Weidmann, Leipzig 1845.
- Sämtliche Werke. Herausgegeben von Eduard Böcking. 16 Bände (I-XII: Sämtliche Werke; XIII-XV: Œuvres, écrites en français; XVI: Opuscula, quae Schlegelius latine scripta reliquit). Leipzig 1846–48. Neudruck Verlag Olms, Hildesheim 1971 f.

Briefwechsel
- Ralf Georg Czapla, Franca Victoria Schankweiler (Hg.): Meine liebe Marie – Werthester Herr Professor. Der Briefwechsel zwischen August Wilhelm von Schlegel und seiner Bonner Haushälterin Marie Löbel. Bernstein-Verlag, Bonn 2012.
- Josef Körner (Hg.): Briefe von und an August Wilhelm Schlegel. 2 Bände. Amalthea, Zürich 1930.
- Pauline de Pange: August Wilhelm Schlegel und Frau von Stael. Unveröffentlichte Briefe. Bearbeitung: Willy Grabert. Goverts, Hamburg 1940. Stammtafeln, umfangr. Literatur- und Personenangaben: S. 463–496.
- Kritische Schriften und Briefe. Sieben Bände. Hrsg. von Edgar Lohner. Kohlhammer, Stuttgart 1962–1974.